# فؤاد الحبری
فؤاد الحبری (انگلیسی: Fuad El-Hibri؛ زادهٔ ۲ مارس ۱۹۵۸) کارآفرین اهل آلمان است، که در سال ۱۹۹۸ شرکت امرجنت را تأسیس کرد.